# The Boo Radleys
The Boo Radleys est un groupe de shoegazing et Britpop britannique, originaire de Wallasey, Merseyside. Formé en 1988, le groupe tire son nom du personnage de Boo Radley dans le roman Ne tirez pas sur l'oiseau moqueur (To Kill a Mockingbird) d'Harper Lee. Les membres fondateurs sont Martin Carr (guitare/chant), Sice (Simon Rowbottom - guitare/chant), Timothy Brown (basse) et Steve Hewitt, plus tard devenu batteur de Placebo, ce dernier est remplacé en 1990 par Rob Cieka après l'enregistrement du premier album Ichabod and I (Action Record, 1990). En 1992, The Boo Radleys sortent leur second album sur Creation Records, Everything's Alright Forever, suivi en 1993 de Giant Steps.
En 1995 sort le très pop Wake Up Boo! qui consacre les Boo Radleys comme une référence du son indie des années 1990. Ils se séparent en 1999.

## Biographie
Les membres fondateurs sont Martin Carr (guitare/chant), Sice (guitare/chant), Timothy Brown (basse) et Steve Hewitt, plus tard devenu batteur de Placebo. En 1990, leur premier album, Ichabod and I, est publié sur un petit label indépendant local, Action Records. Même s'il n'a pas eu le succès commercial escompté, il attire l'intérêt de Rough Trade Records, avec qui ils signent. À cette période, Hewitt est remplacé à la batterie par Rob Cieka. Il jouera avec Placebo jusqu'en 2007. Presque immédiatement après la sortie de l'EP Every Heaven en 1991, Rough Trade se dissout et les Boo Radleys signeront avec Creation Records d'Alan McGee. Leur première sortie chez Creation s'intitule Everything's Alright Forever en 1992, et Giant Steps (1993) suit, et leur fournit popularité internationale et reconnaissance de leur pairs. Giant Steps est noté 9 sur 10 par le magazine britannique NME. Giant Steps se place second après l'album Debut de Björk sur la liste établie par NME en 1993. Le magazine Select déclare Giant Steps leur album de l'année 1993.
Malgré la popularisation et les bonnes critiques, les Boo Radleys restent encore très méconnus pendant la période du phénomène Britpop en 1995. Finalement, ils réussissent à percer grâce au single Wake Up Boo! au printemps la même année. Il atteint la neuvième place du Top 10 de l'UK Singles Chart. Le single reste pendant deux mois dans les classements, le mieux que puisse faire le groupe pendant son existence ; plus tard, le 26 octobre 2009, la British Forces Radio lance son studio annexe en Afghanistan où la chanson est classé première.
En 1996, les Boo Radleys publient leur cinquième album, C'mon Kids. L’année 1996 marque le tournant vers le retour à un son plus brut et proche des origines, très bien résumé sur l'album C'mon Kids. Le dernier album studio des Boo, Kingsize sort en 1998 et marque la fin d'une époque. Martin Carr évoluera, depuis, en solo sous le pseudonyme de Brave Captain (électro/expérimental) (2008) le projet Brave Captain semble abandonné et il sort un album plus pop sous le nom de Martin Carr. Sice après avoir abandonné la musique pour ouvrir une librairie a repris du service et officie désormais au chant et à la guitare avec le groupe Paperlung.
Les Boo Radleys se séparent au début de 1999. Brown bâtira un studio d'enregistrement avant d'étudier à la John Moores University pour devenir enseignant.

## Discographie

### Albums studio
- 1990 : Ichabod and I
- 1992 : Everything's Alright Forever
- 1993 : Giant Steps
- 1995 : Wake Up!
- 1996 : C'mon Kids
- 1998 : Kingsize
- 2022 : Keep on With Falling
- 2023 : Eight

### Compilations
- 1992 : Learning to Walk
- 2005 : Find the Way Out
- 2007 : The Best of the Boo Radleys

### EP et singles
- 1990 : Kaleidoscope EP
- 1991 : Every Heaven EP
- 1991 : Boo Up! EP
- 1992 : Adrenalin EP
- 1992 : Boo! Forever EP
- 1992 : Lazarus
- 1993 : I Hang Suspended
- 1993 : Wish I Was Skinny
- 1993 : Barney (…And Me)
- 1994 : Lazarus (reparution)
- 1995 : Wake Up Boo!
- 1995 : Find The Answer Within
- 1995 : It's Lulu
- 1995 : From the Bench at Belvedere
- 1995 : What's In The Box (See Whatcha Got)
- 1996 : C'mon Kids
- 1997 : Ride the Tiger
- 1998 : Free Huey
- 1999 : Kingsize (annulé)

## Membres

### Formation régulière
- Simon Rowbottom - chant, guitare (1988 - 1999) - (2021 - )
- Tim Brown - basse, claviers(1988 - 1999) - (2021 - )
- Rob Cieka - batterie, percussions (1990 - 1999) - (2021 - )

### Anciens membres
- Martin Carr - guitare, chant, claviers(1988 - 1999)
- Rob Harrison - batterie(1988 - 1990)
- Steve Hewitt - batterie(1990)

### Musiciens de studio
- Roddy Lorimer - bugle, trompette (1992)
- Steve Kitchen - bugle, trompette (1993)
- Chris Moore - trompette(1993)
- Lindsay Johnston - violoncelle(1993)
- Margaret Fielder - violoncelle(1993)
- Jackie Toy - clarinette, clarinette basse(1993)
- Meriel Barham - chant(1993)